# Požežina
Požežina (en serbe cyrillique : Пожежина) est un village de Serbie situé sur le territoire de la Ville de Novi Pazar, district de Raška. Au recensement de 2011, il comptait 143 habitants.
Požežina est située sur les bords de la Raška.

## Démographie
| 1948 | 1953 | 1961 | 1971 | 1981 | 1991 | 2002 | 2011 |
| ---- | ---- | ---- | ---- | ---- | ---- | ---- | ---- |
| 300  | 303  | 334  | 300  | 250  | 267  | 251  | 143  |

|  |